# Wiara i Życie
Wiara i Życie – dwumiesięcznik wychodzący w latach 1921–1923, a w latach 1924–1939 miesięcznik.

## O czasopiśmie
Tematyka pisma dotyczyła zagadnień apologetycznych i religijnych: dogmaty i podstawy wiary, instytucje, prawa i życie oparte na wierze, moralność, asceza i mistyka katolicka. Początkowo był to dodatek do pisma „Sodalis Marianus”, który z czasem się usamodzielnił. W 1936 przeniesiono pismo z Krakowa do Warszawy. Drukowano ok. 600–1800 egzemplarzy.
Redaktorami pisma byli:
- Jan Rostworowski (1921–1924)
- Stanisław Bednarski (1924–1929)
- Edward Kosibowicz (1929–1933)
- Stanisław Bednarski (1933–1934)
- Edward Kosibowicz (1934–1936)
- Stanisław Wawryn (1936–1939)

## Kontynuacja
Od maja 2019 kilkanaście warszawskich parafii rozpoczęło kolportowanie darmowego dwumiesięcznika katolickiego o nazwie i tematyce tożsamej z przedwojennym pierwowzorem. Nakład czasopisma sięgał ok. 2–5 tysięcy egzemplarzy.